# Mauroux (Lot)
Mauroux (spreek uit: moroeks) is een gemeente in het Franse departement Lot (regio Occitanie).
In 2012 waren er volgens INSEE 512 inwoners.

## Demografie
Onderstaande figuur toont het verloop van het inwonertal (bron: INSEE-tellingen).

## Mauroux vandaag
De plaats geniet door haar geografisch gunstige ligging vele economische voordelen die bijdragen aan het welzijn van dit mooie en vriendelijke dorp. Ook het gunstige microklimaat draagt hier voor een belangrijk deel aan bij.
Haar grenspositie tussen de Lot en de Lot et Garonne, dicht bij de agglomeratie van Fumel, heeft haar een imago geschonken van 'groen dorp' met plattelandshuizen van typisch lokale architectuur van de Quercy.

## De wijnbouw
De gemeente Mauroux bevindt zich in de wijnstreek van de Cahors waar de wijnboeren rode kwaliteitswijnen (AOC Cahors) produceren. Er wordt op kleine schaal ook witte wijn geproduceerd van een goede kwaliteit, echter geen AOC Cahors. Een belangrijke irrigatiecoöperatie heeft er mede voor gezorgd dat er een verscheidenheid aan teelten kon ontstaan. De wijngaarden beslaan een grondgebied van 1620 hectare in totaal. De gemeente strekt zich uit over een plateau, gelegen op 220 meter hoogte, en daalt geleidelijk aan af naar de vallei van de Lot, om haar gedurende enkele kilometers te volgen aan haar linkeroever.

## Het toerisme
De kleine wegen en paden die het gebied doorkruisen worden bezocht door huifkarren en ruiters. Dankzij de inzet van een paar maneges zijn er steeds meer activiteiten met paarden gekomen. De brede rivier de Lot wordt gebruikt door sportvissers. Er zijn huurhuizen, gîtes en luxe bungalowparken te vinden, maar ook kleine campings, restaurants, hotels, sport en vrijetijdsaccommodaties, wandelroutes en een bibliotheek.

## Mauroux en haar historie
Het bestaan van de Heren van Mauroux, Baronnen van Orgueil, hoogstwaarschijnlijk afstammend van de familie Gourdon, een van de oudste uit de Quercy, is aangetoond vanaf de 12e eeuw. In de vele oude geschriften duiken de aansprekende namen op zoals die van Orgolhiosius de Orgolhio, Aymeric d'Orgueil, Raymond-Guillaume de Mauroux, Nègre de Mauroux, Proesse de Mauroux.
Het kasteel van 'le bourg' (stadje) uit de XIVe eeuw moet imposant geweest zijn, maar de achtereenvolgende verbouwingen en vooral een gedeeltelijke afbraak voor het hergebruik van de materialen en ornamenten, hebben van de vesting alleen een rechthoekige toren en een gedeelte van de woonverblijven en bijgebouwen overgelaten. De huidige parochiekerk is in 1891 in neoromaanse stijl gerestaureerd, vlak bij het kasteel op de plek van de primitieve kerk gewijd aan St. Martinus.
Het grote schaduwrijke plein herinnert aan de befaamde veemarkten die in de 19e eeuw aan de welvaart van de 'bourg' bijdroegen. Deze markten vonden nog tot het midden van de 20e eeuw plaats, om pas te verdwijnen na de mechanisering van de landbouw.
Ten noordoosten van het grondgebied van de gemeente bevinden zich de ruïnes van de middeleeuwse stad Orgueil, nu nog grotendeels bedekt onder een dikke laag stenen en begroeiing. Het kasteel en de bourg die het domineerde, strekten zich uit over een oppervlakte van minstens 7 ha. Het regeerde een strategisch en economisch belangrijke plek die gevormd werd door de rivierovergang, de houtbarrage ('payssière') en de molen bij de Lot. De archeologische onderzoeken die tussen 1982 en 1984 verricht werden, bevestigen dat hier intensieve ambachts- en handelsactiviteiten plaatsvonden.
Het kasteel was eigendom van verschillende families: Orgueil, Gourdon, Durfort; vazallen van de Graven van Toulouse aan wie zij eer bewezen in 1238, 1245 en 1249. In 1271 overhandigden hun vertegenwoordigers een zeden- en gewoontenhandvest met 82 artikelen aan de bewoners van de bourg.
Aldus koninklijke stad geworden, mogen we ervan uitgaan dat ze rond de 900 inwoners had: handelaren, ambachtslieden, gevechtslieden, rechters, notarissen enzovoorts onder leiding van 6 consuls. De rechtspraak van Orgueil strekte zich uit tot de parochies van Mauroux, Cabanac, Lacapelle en Touzac.
Tijdens de Honderdjarige Oorlog bevond de Quercy zich in het midden van het conflict omdat de rivier de Lot als grens fungeerde tussen de bezittingen van de koning van Frankrijk en die van de hertog van Aquitanië.
De Heren van Aquitanië kozen de zijde van de Engelsen: in 1348 nam een van hen deel aan de plundering van de koninklijke vesting van Montcabrier en de inname van de nabijgelegen bourg Puy-l'Évêque. Het is dan ook waarschijnlijk dat de graaf van Armagnac zich meester heeft gemaakt van de stad Orgueil en haar heeft ontruimd en verwoest.
Sindsdien is de plek nooit opnieuw ingenomen en is waarschijnlijk alleen bewaard gebleven omdat ze op steenworp afstand ligt van de kerk Notre Dame van Cabanac.

## Geografie
De oppervlakte van Mauroux bedraagt 16,1 km², de bevolkingsdichtheid is 25,9 inwoners per km².
Mauroux ligt, via de (tol)weg, 11 km ten zuiden van Fumel, 148 km ten noorden van Toulouse en 200 km ten oosten van Bordeaux. Het dorp bevindt zich op de kruising van de departementale wegen D4 en D5 die respectievelijk naar het nabijgelegen Montcuq en Puy-l'Évêque leiden.
Aangrenzende gemeentes:
```
Nº Insee Nom Pcode Afstand (km)
1. 460187 Mauroux 46700 0,3
2. 460142 Lacapelle Cabanac 46700 1,9
3. 470307 Thézac 47370 3,5
4. 460336 Vire sur Lot 46700 4,2
5. 470160 Masquières 47370 4,4
6. 460321 Touzac 46700 4,9
7. 460305 Sérignac 46700 4,9
8. 460307 Soturac 46700 5,4
9. 470185 Montayral 47500 5,9
10. 460107 Floressas 46700 6,9
```